# Ferdynand Feldman
Ferdynand Feldman (1862–1919) là một diễn viên Ba Lan được biết đến qua các vai diễn sân khấu vào cuối thế kỷ 19 và đầu thế kỷ 20.

## Tiểu sử
Feldman theo học tại Học viện Mỹ thuật Jan Matejko ở Kraków, sau đó tại Học viện kịch Derynga ở Warsaw. Kể từ năm 1881, ông tham gia biểu diễn tại Nhà hát Kraków, và vai diễn đầu tay trên sân khấu là một người hầu. Ông bắt đầu thành công với các vai diễn thuộc thể loại hài kịch.
Feldman biểu diễn tại nhiều nhà hát ở Warsaw, Kraków, Poznań, Lublin, Częstochowa và Łódź. Trong những năm 1916 - 1919, ông làm việc tại Nhà hát Juliusz Słowacki ở Kraków.

## Đời tư
Ferdynand Feldman là một người Do Thái gốc Ba Lan. Ông đã thực hiện nghi thức rửa tội Công giáo và chuyển sang Giáo hội công giáo Rôma trước khi kết hôn với nữ ca sĩ Katarzyna Sawicka tại Nhà thờ Saint Nicholas ở Lwów.